# Governador de la Guinea Espanyola

Escut de la Guinea Espanyola

El Governador de la Guinea Espanyola fou el cap de govern quan Guinea Equatorial fou una colònia d'Espanya, des de 1858 fins a 1968.

## Sota administració britànica (1829-1858)
- I:1827-1829 - William Owens
- II:1827-1830 - Edward Nicolls
- III:1830-1832 - John Beecroft
- IV:1832-1833 - Edward Nicolls
- V:1833-1854 - John Beecroft
- VI 1854-1855 - James Lynslager
- VII 1855-1858 - Domingo Mustrich

## Sota administració espanyola (1858-1968)
- VIII:1858 - Carlos de Chacón y Michelena
- IX:1858-1862 - José de la Gándara y Navarro
- X:1862-1865 - Pantaleón López Ayllón
- XI:1865-1868 - José Gómez Barrera
- XII:1868-1869 - Joaquín Souza Gallardo
- XIII:1869 - Antonio Maymó
- XIV:1869-1870 - Zoilo Sánchez Ocaña
- XV:1870 - Frederico Anrich
- XVI:1872-1874 - Ignacio García Tudela
- XVII:1875-1877 - Diego Santisteban Chamorro
- XVIII:1877-1879 - Alejandro Arias Salgado
- XIX:1879-1880 - Enrique Santaló
- XX:1880-1883 - José Montes de Oca
- XXI:1883-1885 - Antonio Cano
- XXII:1885-1887 - José Montes de Oca
- XXIII:1887-1888 - Luis Navarro
- XXIV:1888-1889 - Antonio Morena Guerra
- XXV:1889-1890 - José de Ibarra
- XXVI:1890 - José Gómez Barreda
- XXVII:1890-1892 - José de Barrasa
- XXVIII:1892 - Antonio Martínez
- XXIX:1892-1893 - Eulogio Merchán
- XXX:1893-1895 - José de la Puente Basseve
- XXXI:1895-1897 - Adolfo de España y Gómez de Humarán
- XXXII:1897-1898 - Manuel Rico
- XXXIII:1898-1900 - José Rodríguez Vera
- XXXIV:1900-1901 - Francisco Dueñas
- XXXV:1901-1905 - José de Ibarra Autrán
- XXXVI:1905-1906 - José Gómez de la Serna
- XXXVII:1906 - Diego Saavedra y Magdalena
- XXXVIII:1906-1907 - Ángel Barrera y Luyando
- XXXIX:1907-1908 - Luis Ramos Izquierdo y Vivar
- XL:1908-1909 - José Centaño Anchorena
- XLI:1910-1924 - Ángel Barrera y Luyando
- XLII:1924-1926 - Carlos Tovar de Revilla
- XLIII:1926-1931 - Miguel Núñez de Prado
- XLIV:1931-1932 - Gustavo de Sostoa y Sthamer
- XLV:1932-1934 - Estanislao Lluesma García
- XLVI:1934-1935 - Ángel Manzaneque Feltrer
- XLVII:1935-1936 - Luis Sánchez Guerra Sáez
- XLVIII:1936-1937 - Manuel de Mendívil y Elfo
- XLIX:1937-1941 - Juan Fontán Lobé
- L:1942-1943 - Mariano Alonso Alonso
- LI:1943-1949 - Juan María Bonelli Rubio
- LII:1949-1962 - Faustino Ruíz González
- LIII:1962-1964 - Francisco Núñez Rodríguez, marqués de Villarías.

Després del mandat de l'últim governador espanyol, Francisco Núñez, la seva tasca es relega a Alts Comissionats
- LIV:1965-1966 - Francisco Núñez Rodríguez, marqués de Villarías.
- LV:1965-1966 - Pedro Latorre Alcubierre
- LVI:1966-1968 - Víctor Suances Díaz del Río